# Võ Văn Tiến
Võ Văn Tiến (sinh năm 1989) là thẩm phán trung cấp người Việt Nam. Ông hiện giữ chức vụ Chánh án Tòa án nhân dân tỉnh Ninh Thuận.

## Tiểu sử
Võ Văn Tiến sinh năm 1989, quê quán tại xã phổ ninh, huyện đức phổ, tỉnh quảng ngãi.
Ông có bằng Cử nhân Luật, Cử nhân Hành chính.
Ông là đảng viên Đảng Cộng sản Việt Nam.
Ngày 10 tháng 2 năm 2015, Chủ tịch nước Việt Nam đã bổ nhiệm Võ Văn Tiến, Phó Bí thư Huyện ủy Thuận Nam, Chủ tịch Ủy ban nhân dân huyện Thuận Nam, tỉnh Ninh Thuận làm Thẩm phán trung cấp (Quyết định số 257/QĐ-CTN ngày 10/02/2015).
Ngày 13 tháng 3 năm 2015, Võ Văn Tiến được Chánh án Tòa án nhân dân tối cao Việt Nam Trương Hòa Bình bổ nhiệm giữ chức vụ Chánh án Tòa án nhân dân tỉnh Ninh Thuận (Quyết định số 338/QĐ-TCCB ngày 13/3/2015).
Hiện nay (2018), ông đang là Tỉnh ủy viên, Bí thư Ban cán sự ĐCSVN TAND tỉnh Ninh Thuận, thẩm phán trung cấp, Chánh án Tòa án nhân dân tỉnh Ninh Thuận.